# Trollstigen

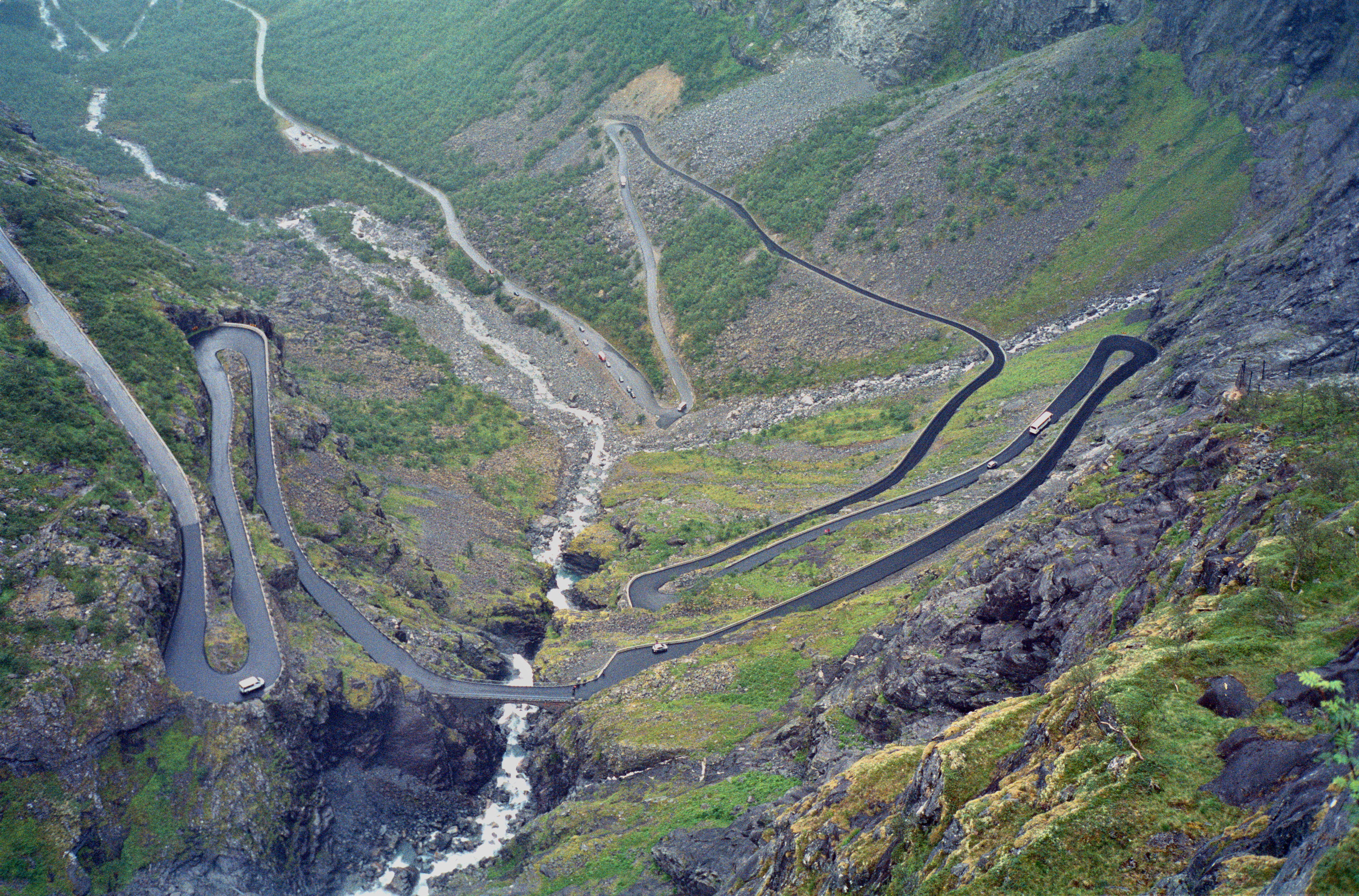
Trollstigen, augustus 2004

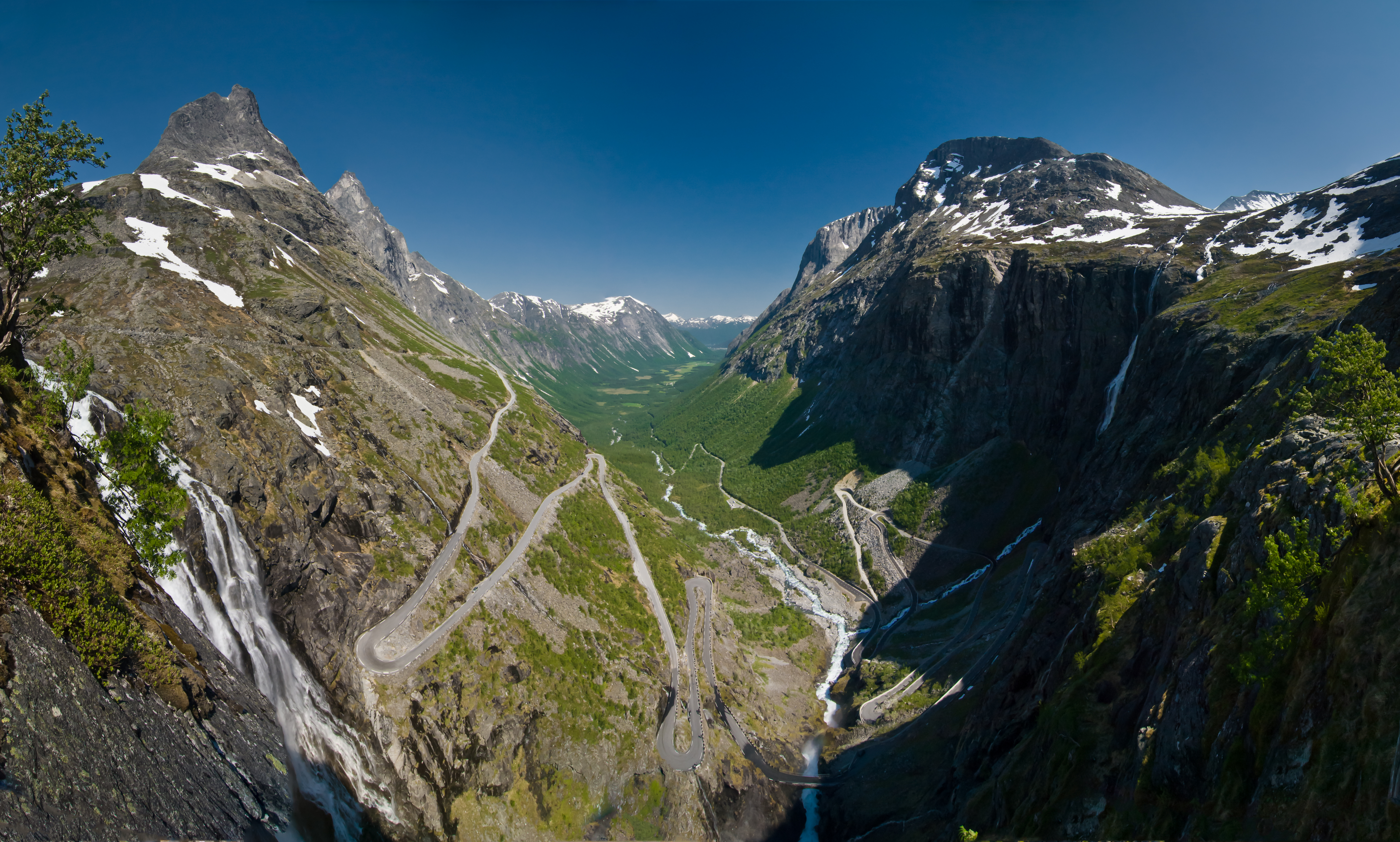

Trollstigen (ook wel: de Trollenroute) is een deel van weg nummer 63 (nationale toeristenweg) in Noorwegen van Åndalsnes naar het zuiden. Het is ongeveer 20 km lang.
Het is een populaire toeristische weg met elf haarspeldbochten. De weg is geopend op 31 juli 1936 door koning Haakon VII na een bouwtijd van acht jaar. Oorspronkelijk was het een smalle weg waar auto's elkaar slechts op enkele plaatsen konden passeren. Na verbeteringen is het een goed berijdbare weg geworden.
Boven op de top is een uitkijkplatform, Trollstigheim geheten, waarvandaan er een mooi uitzicht is op de weg en de watervallen zoals Stigfossen. In de wintermaanden is Trollstigen gesloten. Zelfs in het voorjaar (mei-juni) is de weg naar de Trollstigen soms in de ochtend vanwege nachtvorst enkele uren gesloten.
Rondom zijn de toppen van de Dronning (1568 m), de Kong (1593 m) en de Bispe (1475 m).